# Glossosphecia
Glossosphecia is een geslacht van vlinders uit de familie van de wespvlinders (Sesiidae), onderfamilie Sesiinae.
Glossosphecia is voor het eerst wetenschappelijk beschreven door George Francis Hampson in 1919. De typesoort is Sphecia contaminata.

## Soorten
Glossosphecia omvat de volgende soorten:
- Glossosphecia contaminata (Butler, 1878)
- Glossosphecia huoshanensis (Xu, 1993)
- Glossosphecia melli (Zukowsky, 1929)
- Glossosphecia romanovi (Leech, 1889)
- Glossosphecia sherpa (Bartsch, 2003)